# 小鹀

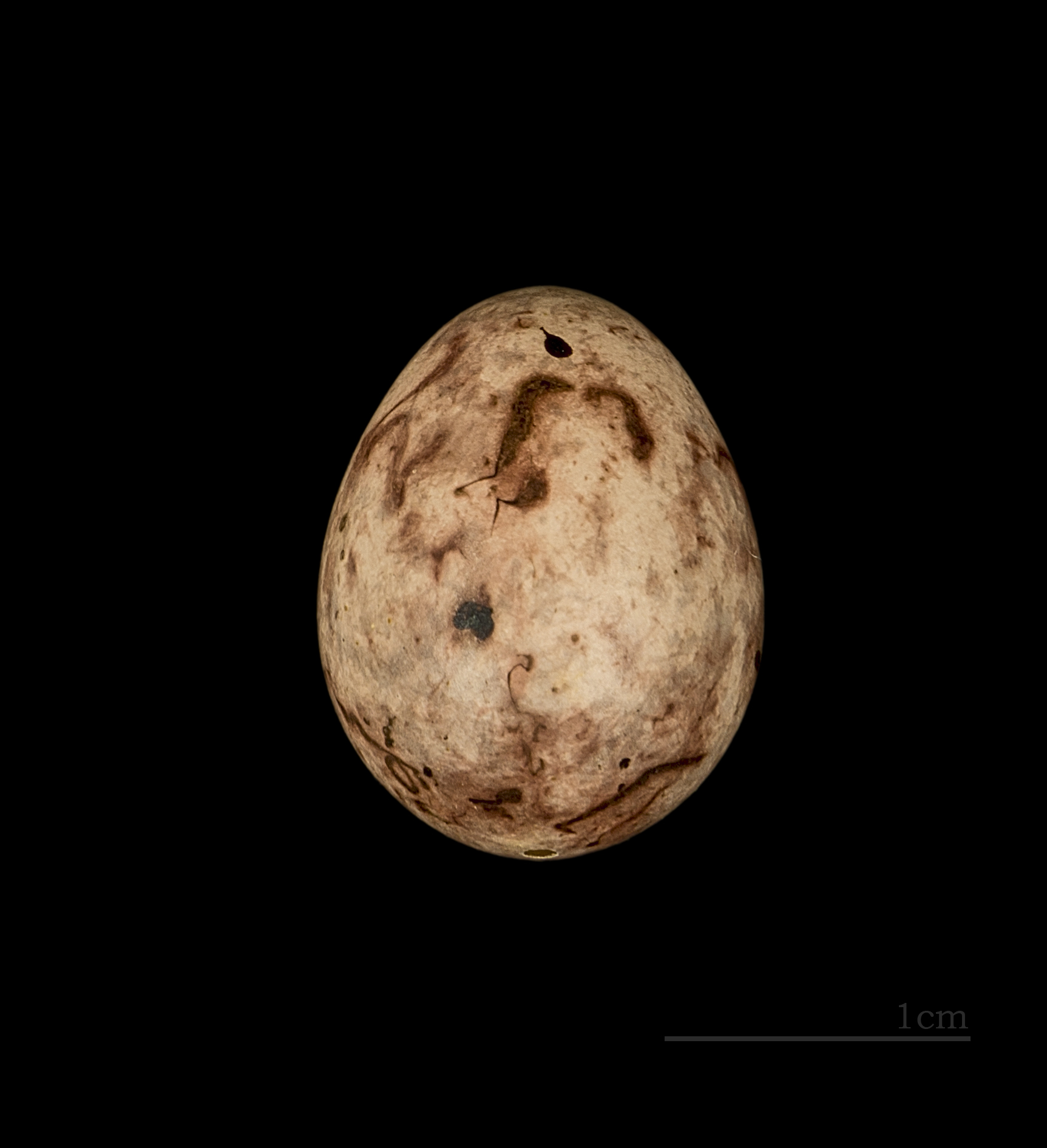
Emberiza pusilla

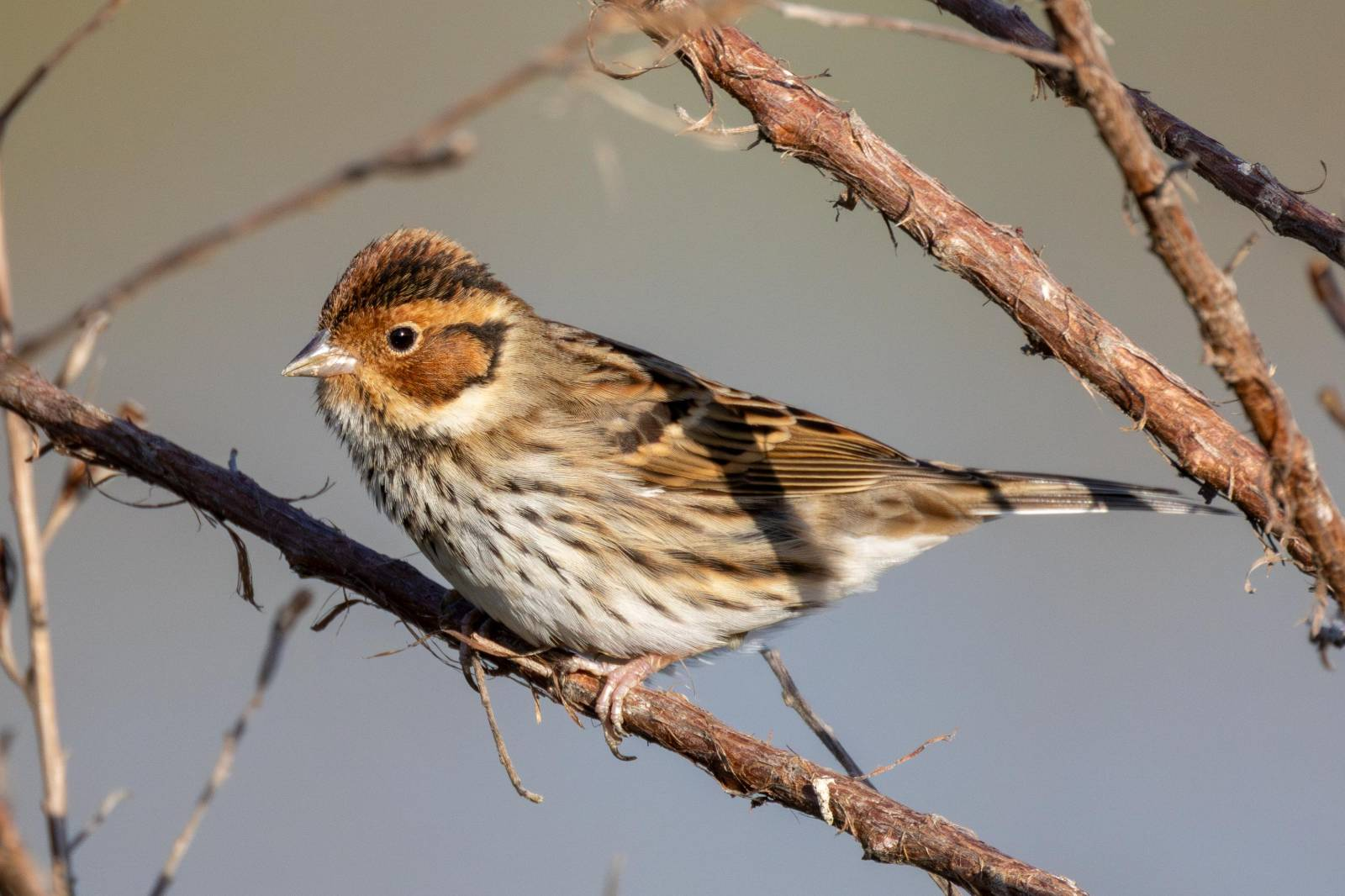
小鹀

小鹀（学名：Emberiza pusilla）为鵐科鹀属的鸟类，俗名麦寂寂、花椒子儿、高粱头、铁脸儿、虎头儿。

## 分類
小鵐於1776年由彼得·西蒙·帕拉斯首次描述，為一單型物種，在其廣泛的古北界分佈範圍內沒有地理變異。
屬名Emberiza 來自古高地德語的Embritz，意指鵐。種小名pusilla在拉丁語中意為「非常小」。

## 描述
這是一種體型較小的鵐，身長僅12—14 cm（4.7—5.5英寸）。它有白色的腹部，胸部和兩側有深色的斑紋。它的臉部呈栗色，具有白色的頰紋，與小型的雌性蘆鵐相似，但頭頂有黑色條紋，眼圈為白色，栗色臉頰後方有一道細的深色邊緣。雌雄鳥相似。
叫聲是獨特的zik，而歌聲則是連續的siroo-sir-sir-siroo。

## 分布
分布于欧洲北部、俄罗斯、日本、朝鲜半岛、缅甸、印度以及中国大陆的内蒙古、东北、华北自河北、西至宁夏、甘肃、新疆、南至长江流域、长江以南的广大地区、四川、云南、贵州、海南等地，多栖息于平原、丘陵、山谷和高山以及栖息于灌木丛、小乔木、村边树林与草地、苗圃、麦地和稻田中。该物种的模式产地在西伯利亚达乌尔地区。

## 生態
小鵐分佈於遠東北的歐洲和北部歐亞西伯利亞的泰加林地區，直到俄羅斯遠東地區。它是遷徙鳥類，冬季遷徙至北印度、南中國及東南亞北部的亞熱帶地區。這些鳥類在冬季棲地停留時間較長；在雲南曾於3月底採集到樣本。它是西歐的稀有迷鳥。該物種適應性強；例如在不丹的山區，少數個體在當地過冬，通常出現在農業棲地，大多位於海拔1,000和2,000（3,300和6,600英尺）。
它在開闊的針葉林中繁殖，通常伴隨一些樺樹或柳樹。每窩產四至六顆鳥蛋，巢築於樹上。它的自然食物是種子，或者在育幼期間為昆蟲。
作為一種常見且分佈廣泛的物種，它在IUCN紅色名錄中未被視為受威脅。